# Platges d'El Castiel i Gamonedo
Les platges del Castiel i Gamonedo es troben en el conceyu asturià de Navia i pertany a la localitat de Soriana. Són dos pedrers de forma triangular. El del Castiel té una longitud d'uns 300 m i una amplària mitjana d'uns 10 m i el de Gamonedo té una longitud d'uns 150 m i una amplària mitjana d'uns 3 m. El seu entorn és rural, amb un grau d'urbanització molt baix i és una zona gairebé verge i té una perillositat alta. La platja manca de sorra i es tracta d'un jaç de roques.
Per accedir a ella cal arribar a Puerto de Vega i des d'allí prendre cap a Frexulfe; més endavant hi ha un mirador des d'on s'albiren aquestes platges des del seu vessant oriental. Caminant uns 800 m cap a l'est per una pista es troba la primera d'elles, El Castiel, i seguint el camí durant 1,5 km hi ha la de Gamonedo. Ambdues estan fortament batudes per l'onatge pel que cal tenir gran precaució en situar-se a la seva rodalia. La platja manca de qualsevol servei, i les activitats recomanades són la pesca recreativa amb canya o la pesca submarina.